# VenomMyotismon
VenomMyotismon conocido en Japón como VenonVamdemon (ヴェノムヴァンデモン, Venomuvandemon) es un personaje ficticio de los mangas, animes y videojuegos de Digimon.
VenomMyotismon es un gigantesco monstruo vampírico, fruto de los restos de Myotismon y los de todos sus siervos. Debido a que apareció poco tiempo, a que no se movió de su sitio y a su gran tamaño, su descripción no es muy exacta.aunque posee una piel color rojo sangriento,, posee dos alas agujereadas, tiene un pelo color rubio pajizo, la piel de su rostro es color azul grisáceo, sus piernas son de pelaje negro con partes blancas, sus pies son similares a los de Weregarurumon, aunque mucho más hinchados, posee una cola corta color roja.
Su seiyū en Digimon Adventure es Ryūzaburō Ōtomo.

## Actuación en la serieDigimon Adventure
VenomMyotismon fue el primer digimon de cuerpo supremo que apareció en la serie, por lo cual no le afectaron los ataques de los digimon de cuerpo maduro o perfecto. Hizo falta la energía de los digimons angelicales con el poder de la luz para que se cumpliera cierta profecía y dos de los digimons digievolucionaran al cuerpo supremo. Entre los dos derrotaron a VenomMyotismon y siguieron con sus aventuras.

## Ataques
- Venom Infuse (ヴェノムインフューズ, Venom Infyūzu): Destruye los datos inyectando un poderoso virus.
- Chaos Flame (カオスフレイム, Kaosu Fureimu): Dispara un rayo blanco de los ojos de su vientre.
- Tyrant Savage (タイラントサベージ, Tairanto Sabēji): Ataca con sus largos brazos
- Inferno (インフェルノ, Inferuno): Lanza flamas de su boca

| Nivel        | Cuerpo        | Digimon                               |
| ------------ | ------------- | ------------------------------------- |
| Bebé         | Bebé          | Desconocido                           |
| Básico       | Básico        | Desconocido                           |
| Principiante | Infantil      | Demidevimon                           |
| Campeón      | Maduro/Adulto | Devimon                               |
| Megacampeón  | Perfecto      | Myotismon/NeoDevimon                  |
| Hipercampeón | Supremo       | Daemon/VenomMyotismon - MaloMyotismon |